# متروی باکو
مترو باکو (به ترکی آذربایجانی:Bakı Metropoliteni) سامانه قطار شهری باکو٬پایتخت جمهوری آذربایجان است.
مترو باکو در ۶ نوامبر ۱۹۶۷ در زمان اتحاد جماهیر شوروی افتتاح شد. تا قبل از فروپاشی اتحاد جماهیر شوروی، مترو باکو شباهت زیادی به سیستم مترو شوروی داشت. ایستگاه‌های مرکزی عمیق و دکوراسیون‌های نفیس آن تلفیقی از ارزش‌های ملی و سنتی آذربایجان و ایدئولوژی شوروی بود.
در حال حاضر طول متروی باکو ۳۸/۳ کیلومتر (۲۳٫۶ مایل) مسیر دو طرفه می‌باشد و همچنین دارای ۳ خط و ۲۶ ایستگاه می‌باشد. این مترو در ۲۰۱۵ قریب به ۲۲۲ میلیون مسافر را جابجا کرد و میانگین مسافر روزانه آن تقریباً ۶۰۸۲۰۰ نفر می‌باشد.

## تاریخ
در دهه‌های پایانی امپراتوری روسیه، شهر بندری باکو به دلیل کشف نفت در دریای خزر به یک کلان‌شهر بزرگ تبدیل شد. در دهه ۱۹۳۰، پایتخت جمهوری شوروی سوسیالیستی آذربایجان و بزرگترین شهر در قفقاز شوروی بود. اولین برنامه‌ها برای سیستم حمل و نقل سریع به دهه ۱۹۳۰ برمی گردد، با تصویب یک طرح کلی جدید برای توسعه شهر. پس از جنگ جهانی دوم، جمعیت از مرز یک میلیون عبور کرد، این الزام قانون اتحاد جماهیر شوروی برای ساخت سیستم مترو بود. در سال ۱۹۴۷، کابینه وزیران شوروی در ۶ نوامبر ۱۹۶۷، متروی باکو پنجمین سیستم ترانزیت سریع اتحاد جماهیر شوروی شد، هنگامی که اولین مسیر ۶٫۵ کیلومتری و انبار به افتخار پنجاهمین سالگرد انقلاب اکتبرافتتاح شد.
با توجه به چشم‌انداز منحصر به فرد شهر، مترو باکو طرح معماری «مثلث» شوروی را نداشت و در عوض دو خط بیضوی داشت که در مرکز شهر در پایانه راه‌آهن باکو از یکدیگر عبور می‌کردند؛ بنابراین یک خط از انتهای جنوب غربی شهر شروع می‌شود و از یک محور شمال شرقی عبور می‌کند و مناطق مسکونی در لبه شمالی شهر را دنبال می‌کند و سپس در امتداد جنوب شرقی و در نهایت جنوبی دور می‌زند. شبکه در سه مرحله افتتاح شد: اولدوز (۱۹۷۰) و نفتچیلار (۱۹۷۲)، پس از آن احمدلی (۱۹۸۹) و سرانجام حاجی اصلانوف (۲۰۰۲)، خط اول را تکمیل کردند. علاوه بر این، در سال ۱۹۷۰ شعبه ای به ایستگاهی که در دپوی باکمیل ساخته شده بود، افتتاح شد.
خط دوم موازی با ساحل خزر از حاجی اصلانوف از طریق مناطق صنعتی باکو بود، خط اول را دوباره در پایانه راه‌آهن باکو متصل می‌کرد و سپس به سمت غرب ادامه می‌داد و سپس به شمال می‌پیوست تا به مناطق شمال غربی باکو بپیوندد. برای تسریع ساخت و ساز، شعبه ای از ایستگاه ۲۸ می تا خطایی در سال ۱۹۶۸ و در ۱۹۷۶ در جهت مخالف به سمت ایستگاه نظامی افتتاح شد. خط دوم و اول از یک ایستگاه استفاده می‌کردند (۲۸ مه). این امر در ابتدا هیچ مشکل جدی ایجاد نمی‌کرد، زیرا خط دو به اندازه دو ایستگاه طول داشت، اما هنگامی که مرحله دوم در سال ۱۹۸۵ افتتاح شد و خط را به ۸ ایستگاه افزایش دادند (معمار عجمی)، ساخت و ساز انتقال به شدت مورد نیاز بود.
در سال ۱۹۹۳، اولین مرحله از ایستگاه انتقال جعفر جبارلی شروع به کار کرد، اما پایان اتحاد جماهیر شوروی، ناآرامی‌های سیاسی، اولین جنگ قره باغ و فروپاشی مالی که به دنبال آن عملاً هرگونه ساخت و ساز در باکو را فلج کرد. علاوه بر این، در اواسط دهه ۱۹۹۰، سه حادثه تلفات جمعی رخ داد: در ۱۹ مارس و ۳ ژوئیه ۱۹۹۴، حملات تروریستی ۲۷ نفر را کشت و ۹۱ نفر دیگر را زخمی کرد و در ۲۸ اکتبر سال بعد آتش‌سوزی در قطار شلوغ ۲۸۹ نفر را کشت. زخمی شدن ۲۶۵ نفر دیگر، مرگبارترین فاجعه مترو در جهان.
در اواخر دهه ۱۹۹۰ ساخت و ساز دوباره آغاز شد. اولین پروژه تکمیل ایستگاه حاجی اصلانوف بود که بخشی از آن توسط اتحادیه اروپا حمایت می‌شد. در اواسط دهه ۲۰۰۰، ساخت قسمت انتهایی شمالی خط دوم، که از سال ۱۹۹۴ رها شده بود، با افتتاح ایستگاه نسیمی در ۹ اکتبر ۲۰۰۸ مجدداً آغاز شد.

## شبکه حمل ونقل متروی باکو

### خطوط
| نام | خط | بخش                         | تاریخ افتتاح | طول     | ایستگاه |
| --- | -- | --------------------------- | ------------ | ------- | ------- |
| خط۱ | ۱  | ایچَری‌شهر↔حاجی آصلان‌اف       | ۱۹۶۷         | ۲۰٫۱ km | ۱۳      |
| خط۲ | ۲  | شاه اسماعیل خطایی ↔ درنه‌گۆل | ۱۹۶۷         | ۱۴٫۵ km | ۱۰      |
| خط۲ | ۳  | معمار عجمی-۲ ↔ اوتوگزل      | ۲۰۱۶         | ۲٫۱ km  | ۲       |

### جدول زمانی
| بخش                       | تاریخ افتتاح                     | طول     |
| ------------------------- | -------------------------------- | ------- |
| ایچَری‌شهر-نریمان نریمان‌اف  | ۶نوامبر۱۹۶۷                      | ۶٫۵ km  |
| ۲۸ مای -شاه اسماعیل خطایی | ۲۲ فوریه ۱۹۶۸                    | ۲٫۳ km  |
| نریمان نریمان‌اف-اۇلدوز    | ۵ می ۱۹۷۰                        | ۲٫۱ km  |
| نرمیان نریمان‌اف-باکیملی   | ۲۵ سپتامبر ۱۹۷۰ (بازسازی۷۹–۱۹۷۸) | ۰٫۵ km  |
| اۇلدوز-نفتچی‌لر            | ۷ نوامبر ۱۹۷۲                    | ۵٫۳ km  |
| ۲۸ مای-نظامی گنجوی        | ۳۱ دسامبر ۱۹۷۶                   | ۲٫۲ km  |
| نظامی گنجوی-معمار عجمی    | ۳۱ دسامبر ۱۹۸۵                   | ۶٫۵ km  |
| نفتچی‌لر-احمدلی            | ۲۸ آوریل ۱۹۸۹                    | ۳٫۳ km  |
| جعفرجبارلی                | ۲۷ دسامبر ۱۹۹۳                   | ۰٫۱۵ km |
| احمدلی-هزی آسلان‌اف        | ۱۰ دسامبر ۲۰۰۲                   | ۱٫۴ km  |
| معمار عجمی-نسیمی          | ۹ اکتبر ۲۰۰۸                     | ۲٫۱ km  |
| نسیمی-آزادلیق پروسپئکتی   | ۳۰ دسامبر ۲۰۰۹                   | ۱٫۳ km  |
| آزادلیق پروسپئکتی-درنه‌گۆل | ۲۹ ژوئن ۲۰۱۱                     | ۱٫۵ km  |
| معمار عجمی-۲-اوتوگزل      | ۱۹ آوریل ۲۰۱۶                    | ۲٫۱ km  |
| کل:                       | ۲۵ ایستگاه                       | ۳۶٫۷ km |

### تغییر نام ایستگاه‌ها
| قدیم                | جدید         |
| ------------------- | ------------ |
| شاومیان             | خطایی        |
| قیزیل اوْردو مئیدانی | ۲۰یانوار     |
| ۲۸ آپرئل            | ۲۸مای        |
| اروپا               | قارا قارایئو |
| الکتروزاوود         | باکمیل       |
| ۲۶ باکی کومیساری    | ساحیل        |
| باکی سووئتی         | ایچَری‌شهر     |
| مشهدی عزیزبای‌اف     | کوْراوغلو     |

## طرح توسعه
در حال حاضر چندین پروژه توسعه برنامه‌ریزی شده‌است که دو مورد از آنها در دست ساخت است. در سال ۲۰۱۱، تقی احمد اف، مدیر اجرایی مترو باکو، برنامه‌های خود برای ساخت حداکثر ۵۳ ایستگاه جدید تا سال ۲۰۳۰ را اعلام کرد. در حال حاضر، هشت ایستگاه و دو انبار قطار در حال ساخت است.